# Гура (Бжезінський повіт)
Гура (пол. Góra) — село в Польщі, у гміні Єжув Бжезінського повіту Лодзинського воєводства.
Населення — 120 осіб (2011).
У 1975-1998 роках село належало до Скерневицького воєводства.

## Демографія
Демографічна структура станом на 31 березня 2011 року:
|          | Загалом | Допрацездатний вік | Працездатний вік | Постпрацездатний вік |
| -------- | ------- | ------------------ | ---------------- | -------------------- |
| Чоловіки | 61      | 14                 | 40               | 7                    |
| Жінки    | 59      | 11                 | 36               | 12                   |
| Разом    | 120     | 25                 | 76               | 19                   |